# I Am Ghost
I Am Ghost (manchmal auch I AM GHOST geschrieben) ist eine US-amerikanische Post-Hardcore-Band, die 2004 in Long Beach, Kalifornien gegründet wurde. Sie selbst bezeichnen ihren Musikstil als „Epicore“. Sie kombinieren dabei den bereits genannten Post-Hardcore mit Dark Rock und Punkrock.

## Bandgeschichte
Nach der Gründung arbeiteten die sechs Mitglieder mehrere Monate an ihrer ersten Demo. Um von einem Plattenlabel aufgenommen zu werden, verteilten sie kostenlos ihre 6-Track-Demo We Are Always Searching. Noch im gleichen Jahr erhielten sie einen Vertrag bei Epitaph Records und veröffentlichten die gleiche Demo mit 3 weiteren Tracks und einem neuen Artwork am 25. Oktober 2005 als EP.
Ihr erstes Album Lovers' Requiem erschien am 10. Oktober 2006. 
Das Jahr 2007 wurde durch eine ausgedehnte Tour durch die USA und Europa sowie einem Wechsel im Line-Up geprägt. Nach der Umbesetzung arbeitete die Band im Studio an ihrem zweiten Album Those we leave behind, das im Oktober 2008 erschienen ist.
Im Jahr 2010 wurde ihre Auflösung bekanntgegeben, die laut einem Bandmitglied wegen der allgemeinen Änderungen in der Musikszene und dem Älterwerden der Bandmitglieder stattfand. Im April 2016 wurde die Band reaktiviert.

## Texte
Der Text von We Are Always Searching wurde von dem Dichter Jason Paul Fox geschrieben. Außerdem ist der Songtitel „Civil War and Isolation Thirst“ ähnlich zu seinen Gedichttiteln „Civil War“ und „Isolation Thirst“, die Texte ähneln sich jedoch nicht. Der Text von Lady Madeline In Her Coffin ist weitgehend identisch zum Gedicht List of Memories, der Autor wird jedoch von der Band nicht genannt.

## Diskografie
- 2005 We Are Always Searching (EP, Epitaph Records)
- 2006 Lovers' Requiem (Epitaph Records)
- 2008 Those We Leave Behind (Epitaph Records)

## Songs
- 2008 Bone's Garden